# Корисні копалини Лаосу
Корисні копалини Лаосу

## Загальна характеристика
У Лаосі є значні запаси ряду корисних копалин. Розвідані поклади олов'яної руди (вміст металу до 60%). За оцінками, запаси залізняку (магнетит і гематит із вмістом металу до 60-65%) в країні становлять 2/3 всіх ресурсів Південно-Східної Азії. Розвідані також родовища мідної руди, кам'яного вугілля, свинцю, цинку, сурми, гіпсу, марганцю, вапняку, поташу, кухонної солі, платини, дорогоцінних каменів (сапфірів, рубінів і інш.). Є численні алювіальні розсипи золота і срібла (табл.). 
Таблиця. – Основні корисні копалини Лаосу станом на 1998-1999 рр.
| Корисні копалини    | Запаси       | Запаси   | Вміст корисного компоненту в рудах, % | Частка у світі, % |
| Корисні копалини    | Підтверджені | Загальні | Вміст корисного компоненту в рудах, % | Частка у світі, % |
| Залізні руди, млн т | 200          | 500-1000 | 60 (Fe)                               | 0,1               |
| Золото, т           |              | 3        | 1,7 - 3 г/т                           |                   |
| Олово, тис. т       | 65           | 80       | 0,4                                   |                   |
| Лігніт, млн т       |              | 150      |                                       |                   |

## Окремі види корисних копалин
Вугілля. Запаси вугілля в країні невеликі, родов. вугілля відомі на півдні (р-н Сараван), в центрі (В'єнтьян) і на півночі (р-н Пхонгсалі) країни. Вони пов'язані з відкладами пізнього карбону, пермі, верх. тріасу і неогену. Марки вугілля від бурого до антрациту. Зольність 10-39%, вихід летких речовин бл. 20%, нижча теплота згоряння 20-31 МДж/кг.
Чорні метали. Родов. і вияви зал. руд (на півн.-сході Л.) представлені г.ч. гематит-магнетитовими рудами (родов. Фуньйон і Фалек із запасами понад 100 млн т руди кожне). Родовища локалізовані здебільшого в Провінції Xien Khouang. Відомі вияви марганцевих руд на півн.-сх. країни. 
Мідь. На тер. Л. виявлені числ. рудопрояви міді (в районах мм. Сіангкхуанг, Луангнамтха і Луангпхабанг, Паксе. Сер. вміст міді в руді 1,5-1,92%. 
Олово. Родов. олов'яних руд виявлені в межах рудного поля Нампатен. Корінні родов. складені переважно каситерито-сульфідними рудами. Розробляються «залізні капелюхи», розвинені у верх. частинах родов. і складені лімонітом з кристалами каситериту. Усього внаслідок пошукових робіт виявлено бл. 30 рудних тіл (найперспективніші – Бансао, Банфалем Пхаток, Тигр). Руди бідні, важкозбагачувані. Відомі алювіальні оловоносні розсипи з пром. вмістом олова.
Гіпс, солі, пірит. Родов. гіпсу виявлені в районі Саваннакхета, запаси родов. 15 млн т. У районі м. В'єнтьян на глиб. 100 м виявлена мезозойська соленосна товща потужністю 40 м, що складається з шарів сильвініту, карналіту і ґаліту, які чергуються. Вміст Ка2О 28,24-31,24%. На сх. Л. відомі родов. піриту.
Будівельні матеріали. На тер. всієї країни поширені вапняки, доломіти, кварцові піски, глини і інш.
Камені та ґеми. На півн.-заході і на півдні є невеликі родов. дорогоцінних і напівдорогоцінних каменів (сапфіру, червоної шпінелі). 